# Pikan Rockfam
Pikan, de son vrai nom Jameson Telfort, né à Port-de-Paix le 8 juin 1981, est un rappeur haïtien et membre actif du groupe RockFam depuis sa création en 2004.

## Biographie

### Éducation
Jameson Telfort, connu sous le pseudonyme de Pikan, a fait  ses études classiques chez les Pères de Saint-François de Salles à Port-de-Paix avant de poursuivre son cycle secondaire au Lycée Horatius Laventure. Entre 2002 et 2006, il s’est formé en sciences informatiques à l’INUKA. En 2012, il a intégré l’École de droit et des sciences économiques des Gonaïves, affiliée à l’Université d’État d’Haïti, pour étudier les sciences juridiques.

### Début dans la musique
En 1995, Jameson Telfort a fondé son premier groupe, Academy Rap Style. En 1998, il a enregistré sa première chanson en studio, Ou poko prè, avec son deuxième groupe, Brave Guys. En 2004, ce groupe a évolué pour devenir Rockfam, un collectif qui a marqué l’histoire du rap haïtien en rassemblant un large public malgré la prédominance d’autres genres musicaux.

### Initiatives pour la jeunesse
En 2013, Jameson Telfort a créé Haiti Reload, une plateforme visant à promouvoir les jeunes talents. Ce festival offre aux artistes émergents l’occasion de se produire sur scène et d’interagir avec des artistes expérimentés.

### Vie personnelle
Jameson Telfort est marié à Nnika Pardovany et père de trois enfants : Lynn Meghan Telfort, Emmanuel Carter Telfort et Ryan Noah Telfort, qui occupent une place centrale dans sa vie.

## Discographie

### Rockfam
- 2007 : Sa-w Pa Ka Konprann (CD, Album)
- 2008 : Yon Lot Vi'Zion (CD, Album)
- 2009 : Pa Gen Pase'n (CD, Album)
- 2012 : Afiche'w (CD, Album)
- 2017 : Demaske (CD, Album)[6]

### Featuring & Presenting
- 2010 : Kenbe M’ Si W’ Kapab | Dug G - Kenbe M' Si W' Kapab (Dugmatiste, Vol. 1) (CD, Album)
- 2014 : I'm Hot | Toppy X - M'pap Fe Back Anko (CD, Album)